# 趙天儀
趙天儀（1935年9月10日—2020年4月29日），台灣詩人、評論家。筆名柳文哲。曾任國立臺灣大學哲學系助教、講師、副教授、教授、代理系所主任，也曾擔任靜宜大學中文系教授兼文學院長、台文系講座教授、生態所教授等職務。
曾獲台灣省台中文藝協會自強文藝獎章新詩獎、巫永福評論獎、行政院文建會文耕獎、大墩文學獎、台灣文學家牛津獎等獎項。。著有多部作品及評論。參與多個文學社團，有：笠詩社、台灣筆會、台灣省兒童文學協會、中國新詩協會、台灣美學藝術學學會等社團。曾經主編過笠詩刊、台灣文藝、台灣春秋、滿天星等多種刊物。「支持調降文言文比例，強化台灣新文學教材」共同發起人

## 生平

### 求學時期
趙天儀1935年9月10日出生在台中市榮町（今天的繼光街），2020年4月29日辭世於台北市，享壽85歲。幼稚園到小學四年級這段期間接受日式教育。太平洋戰爭期間，為了躲避戰禍，全家疏散到台中市附近的大里市五張犁。初中以前，趙天儀在鄉村成長。初中與高中，趙天儀就讀台中一中。初中時期，他展現了對文學的興趣和熱情，開始大量讀詩。據他的說法是「從詩經到清詩選，從冰心到艾青，從大陸的作品到台灣的詩刊詩集，甚至日文詩集、英文詩集」。除了詩，他也瘋狂閱讀中國古典章回小說、武俠小說、中國新文學作品。初二，趙天儀和李敖同班，一同創辦「初三上甲組報」，出版油印的報紙型週刊，出了十四期。李敖負責週刊的主編，寫作社論；趙天儀則負責編輯副刊。高中以後，趙天儀開始閱讀哲學著作，大量收看歐美各國、日本電影，以及1949年以前的中國大陸電影，視野更為寬廣，不過文學並沒有因此被冷落一旁。高中時期，趙天儀大量寫詩，並常常和白萩等文友相聚談論文學，也開始留意日治時期或戰後初期的前輩及其作品。
1962年趙天儀出版第一部詩集《果園的造訪》。這部詩集和另一部詩集《大安溪畔》，主要收錄了趙天儀中學時期、大學時期到研究所時期的作品。他在笠詩社創立之前，曾與桓夫、杜國清創立《詩展望》。三人在前輩詩人李升如的支持下，借台中民聲日報的編輯，創《詩展望》，出了十多期；之後在台灣日報出了兩期。這份刊物「由桓夫主編油印出刊了一段相當長的時期，在《笠》創刊的時候，還繼續出刊」。

### 與「笠」詩刊相關的事
1964年3月1日週日，吳濁流在台北市台灣省工業會四樓舉辦座談會，與會的青年作家眾多。會後，趙天儀、桓夫、白萩、王憲陽等詩人到吳瀛濤的家裡討論創辦詩刊的事情，眾人討論相當熱烈，於是他們在1964年3月8日創立笠詩刊。3月8日當天，趙天儀雖不在笠詩刊創刊現場--卓蘭詹冰家裡，不過隨後受到邀請，成為同仁，與吳瀛濤、薛柏谷、黃荷生、白萩、杜國清、王憲陽、詹冰、桓夫、林亨泰、錦連、古貝為笠詩刊、笠詩社的共同發起人。
趙天儀與林亨泰、錦連、古貝、白萩、李魁賢、桓夫、林煥彰、李敏勇、郭成義、李勇吉等人，參與笠詩刊實際的編輯工作。此外，趙天儀還參與笠詩選《混聲合唱》、《華麗島詩集》、《美麗島詩集》等詩集的編輯、策劃工作。笠詩社成員之中，趙天儀經常撰寫詩評，著有《美學與批評》、《裸體的國王》、《詩意的與美感的》、《現代美學及其他》等評論集。除了詩評，他也寫書評，曾繼林亨泰撰寫「笠下影」專欄，同時又開闢「詩壇散步」。

### 台大哲學系事件
1974年爆發台大哲學系事件，12位專任、兼任教師遭到解聘，趙天儀被波及，名譽、前途受到嚴重影響，失業一年。後經其師齊邦媛引介，進入國立編譯館服務。
不甘真相埋沒，他在1979年編著《台大哲學系事件真相》一書。多年後，台灣大學平反哲學系事件受害者後，趙天儀將平反所得到的補償金新台幣六十萬元，加上四十萬元，在靜宜大學成立「趙天儀文學獎學金」，補助靜宜大學學生從事文學創作或台灣文學研究。

### 笠詩社以外的文學活動
趙天儀曾任台灣省兒童文學協會理事長，積極推動國內兒童文學的創作和交流。早先也曾經參與鍾肇政主編的《新詩集》（1965年，屬於「本省籍作家作品選集」），是重要的編輯委員，著有〈二十年來的台灣詩壇〉一文，報告戰後二十年台灣詩壇發展概況。

## 觀點
趙氏曾經在出刊於1987年的《臺灣文藝》雙月刊的卷頭論壇中指出：「所謂臺語文學創作，除了使用河洛話發展而來的臺語創作之外，也涉及客家語、原住民的語言等文學創作的問題。」

## 作品[10]

### 論述
論述方面，有以下幾本：
- 《美學引論》：笠詩社，1966年出版。
- 《美學與語言》：三民書局，1971年5月出版。
- 《美學與批評》：有志出版社，1972年3月出版。
- 《裸體的國王》：香草山出版社，1976年6月出版。
- 《正常的美感》：香草山出版社，1976年6月出版。
- 《現代美學及其他》：東大圖書公司，1990年3月出版。
- 《兒童詩初探》，富春文化公司，1992年11月出版。
- 《台灣現代詩鑑賞》，台中市立文化中心，1998年5月出版。
- 《兒童文學與美感教育》，富春文化公司，1998年12月出版。
- 《台灣文學的週邊─台灣文學與台灣現代詩的對流》，富春文化公司，2000年12月出版。
- 《時間的對決─台灣現代詩的評論集》，富春文化公司，2002年5月出版。
- 《兒童文學的出發》，富春文化公司，2006年3月出版。
- 《台灣美學的探求─美感世界的造訪》，富春文化公司，2006年12月出版。

### 詩集
詩集的出版，有以下幾本：
- 《大安溪畔》：笠詩社，1965年10月出版。
- 《果園的造訪》：雙葉書廊，1962年12月出版。
- 《牯嶺街》：三信出版社，1978年8月出版。
- 《趙天儀詩集─壓歲錢》：笠詩社，1986年2月出版。
- 《林間的水鄉》：台中市立文化中心，1992年5月出版。
- 《腳步的聲音》：人民文學出版社，1993年1月出版。
- 《歲月是隱藏的魔術師》：富春文化公司，2006年12月出版。

### 散文、兒童文學
散文作品有以下幾本：
- 《風雨樓隨筆》：台中市立文化中心，1999年6月出版。
- 《風雨樓再筆─台灣文化的漣漪》：台中市立文化中心，2000年11月出版。

兒童文學作品有以下幾本：
- 《變色鳥》：信誼基金會出版，1978年3月出版。
- 《如何寫好童詩》：欣大出版社，1985年7月出版。
- 《小麻雀的遊戲》：欣大出版社，1985年7月出版。
- 《漢聲童詩百首》：漢聲語文中心，1986年5月出版。
- 《筆耕在春天》：正中書局，1992年3月出版。

## 褒揚令
2020年11月14日於靜宜大學舉行追思紀念會，文化部部長李永得代表頒贈總統褒揚令，由夫人詹秀金代表受贈，褒揚令全文為：

靜宜大學文學院前院長趙天儀，篤行溫毅，器識淹雅。少歲卒業國立臺灣大學哲學研究所，淬勉砥礪，燦然有成。歷任臺灣大學、國立編譯館、靜宜大學教授暨編纂等職，躬蹈默化薪傳理念，形塑優質研習風氣，薰沐甄陶，琢玉芬芳。公餘握鉛不輟，偏擅散文新詩創作，旁及兒童文學論述；描繪底層社會景況，勤抒愛鄉護土情懷，筆觸真淳樸簡，題材贍逸多元，敷章體調，曉暢清拔，尤以《牯嶺街》、《變色鳥》暨《風雨樓隨筆》等稱美。復邀集同好籌辦《笠》詩社，厚植人文感悟鏈結，張拓宏觀知性視野；首闢兒童詩園專欄，增益磋磨交流管道，意切辭豐，兼容並蓄；瑰才抱德，卓著時譽。曾獲頒巫永福評論奬、臺中市大墩文學貢獻獎、吳三連文學獎新詩類等殊榮，銜華佩實，群倫共仰。綜其生平，杏壇立百年惠愛之志，翰苑揚儒士欽羨之聲，弸中肆外，矩範昭彰。遽聞遐齡殂謝，軫悼良殷，應予明令褒揚，用示政府嘉念碩彥之至意。

總　　　統　蔡英文　　　　

行政院院長　蘇貞昌　　　　

## 家庭
- 趙作霖（祖父）：娶王甘為妻。
- 趙蔡監（祖母）
  - 趙大川（大伯）
  - 趙水木（父親，1915～？）

## 外部連結
- 《民報》趙天儀專欄 （页面存档备份，存于）